# Руй Діаш де Гойш
Ру́й Діа́ш де Го́йш (порт. Rui Dias de Góis; ? — 29 вересня 1513) — португальський шляхтич з Аленкера, Португалія. Представник роду Гойшів. Придворний візеуського герцога Фернанду, батька португальського короля Мануела I. Аленкерський коморій (порт. almoxarife) доньки герцога, португальської королеви Леонори, вдови короля Жуана II. Одружувався 4 рази. Остання дружина — Ізабела де Лімі, нащадок фламандських купців, що прибули до Португалії у справі шлюбу португальської інфанти Ізабели із бургундським герцогом Філіппом ІІІ, й осіли в Португалії. Батько португальського історика і гуманіста Даміана де Гойша.